# Saroba brunnea
Saroba brunnea là một loài bướm đêm trong họ Noctuidae.